# Sondereinzelkosten
Als Sondereinzelkosten werden in der Betriebswirtschaftslehre jene Einzelkosten bezeichnet, die in der Produktion nicht für ein einzelnes Stück anfallen, sondern für eine Produktgruppe.

## Allgemeines
Sondereinzelkosten sind dem Wesen nach Gemeinkosten, weil sie nicht einem einzelnen Produkt oder einer einzelnen Dienstleistung zurechenbar sind, sondern nur einer Produktgruppe (Auftrag, Los, Serie). Sie werden jedoch wie Einzelkosten behandelt und im Wege der Divisionskalkulation der Produktgruppe zugerechnet. 

## Kalkulation
Als Sondereinzelkosten werden diejenigen Einzelkosten bezeichnet, die in der Zuschlagskalkulation im Rahmen der Vollkostenrechnung über Materialeinzelkosten und Fertigungslöhne hinaus erfasst, aber nicht in der Kostenstellenrechnung berücksichtigt werden. Sie fallen nicht pro angefertigtes Stück an, sondern pro Auftrag/Bestellung, die sich aus mehreren Stücken zusammensetzen. 

## Arten
Sondereinzelkosten gibt es in zwei Arten:
- Sondereinzelkosten der Fertigung: Hierzu gehören auftragsweise erfassbare Werkzeugkosten, Patent- und Lizenzkosten, Kosten für anzufertigende Produktproben oder Prototypen sowie produktbezogene Forschungs- und Entwicklungskosten.[5]
- Sondereinzelkosten des Vertriebs: Hierzu gehören Verpackungskosten, Versandkosten, Provisionen, Ausgangsfrachten und Ausgangszölle sowie Kosten aus Gewährleistung.[6]

Sondereinzelkosten werden lediglich für die betriebliche Funktion der Produktion und des Vertriebs erfasst, aus Wirtschaftlichkeitsgründen jedoch nicht für die übrigen Funktionen (Beschaffung, Finanzierung, Verwaltung).

## Wirtschaftliche Aspekte
Negativ ausgedrückt sind Sondereinzelkosten alle Einzelkosten, die weder zu den Fertigungseinzelkosten noch zu den Materialeinzelkosten gehören. In der Kalkulation werden sie wie folgt berücksichtigt:
```
   
Materialeinzelkosten

   + 
Materialgemeinkosten

   + 
Fertigungseinzelkosten

   + 
Fertigungsgemeinkosten

   + 
Sondereinzelkosten der Fertigung

   + 
Sondergemeinkosten
 der 
Fertigung

   = 
Herstellungskosten

   + 
Verwaltungskosten

   + Sondereinzelkosten des 
Vertriebs

   + 
Vertriebsgemeinkosten

   = 
Selbstkosten
 (
Gesamtkosten
)
```

Die Sondereinzelkosten werden in der Kalkulation in den Herstellungskosten (Sondereinzelkosten der Fertigung) und als Teil der Vertriebskosten (Sondereinzelkosten des Vertriebs) getrennt berücksichtigt.
Die Sondereinzelkosten können nach dem Kostenzurechnungsprinzip vollständig einem Auftrag, einem Los, einer Serie oder einer Produktart verursachungsgerecht zugerechnet werden, sofern sie in Fertigung und Vertrieb angefallen sind.